# أستون مارتن دي بي9
أستون مارتن دي بي9 هي سيارة كوبيه سياحية بمحرك أمامي ذي دفع خلفي من صناعة آستون مارتن أنتجت في عام 2004م وتوقف إنتاجها في عام 2016م. تم تجميعها في قرية غايدون [الإنجليزية] التابعة لمقاطعة وركشير في إنجلترا.

## مقدمة
أستون مارتن دي بيAston Martin DB9 هي سيارة سياحية بريطانية كبيرة تم عرضها لأول مرة من قبل أستون مارتن في معرض فرانكفورت للسيارات 2003.  تتوفر دي بي9 بطرازات الكوبيه والهيكل القابل للتحويل، وهذا الأخير يُعرف باسم فولانت، وقد كان بي دي9 خليفة بي دي7. كان النموذج الأول الذي تم بناؤه في منشأة جايدون في أستون مارتن.
تم تصميم بي دي9 في الأصل بواسطة إيان كالوم وهنريك فيسكر، بهيكل من الألومنيوم. الشاسيه هو منصة VH التي طورتها شركة فورد بينما المحرك هو محرك V12 سعة 5.9 لتر من فانكويش. شهد طراز عام 2013 تحسينات كثيرة على التصميم والمحرك وتجربة القيادة الشاملة.
قامت سباقات أستون مارتن بتكييف بي دي9 لسباق السيارات الرياضية، حيث أنتجت دي بي آر9 لـ فيا جي تي 1 ودي بي آر أس9 لـ فيا جي تي3.
كما تم تعديل هاتين السيارتين من طراز دي بي9 لتلائم رياضة السيارات؛ تمت إزالة الميزات الداخلية واستبدال ألواح الهيكل المصنوعة من الألومنيوم بألواح ألياف الكربون.  بالإضافة إلى ذلك، تم تعديل المحرك في كلتا السيارتين لإنتاج المزيد من القوة الحصانية وعزم الدوران.
انتهى إنتاج دي بي9 بعد 12 عاماً في عام 2016، بعد أن تم استبداله بـ دي بي11 الذي يستخدم منصة ومحركاً جديدين تماماً.

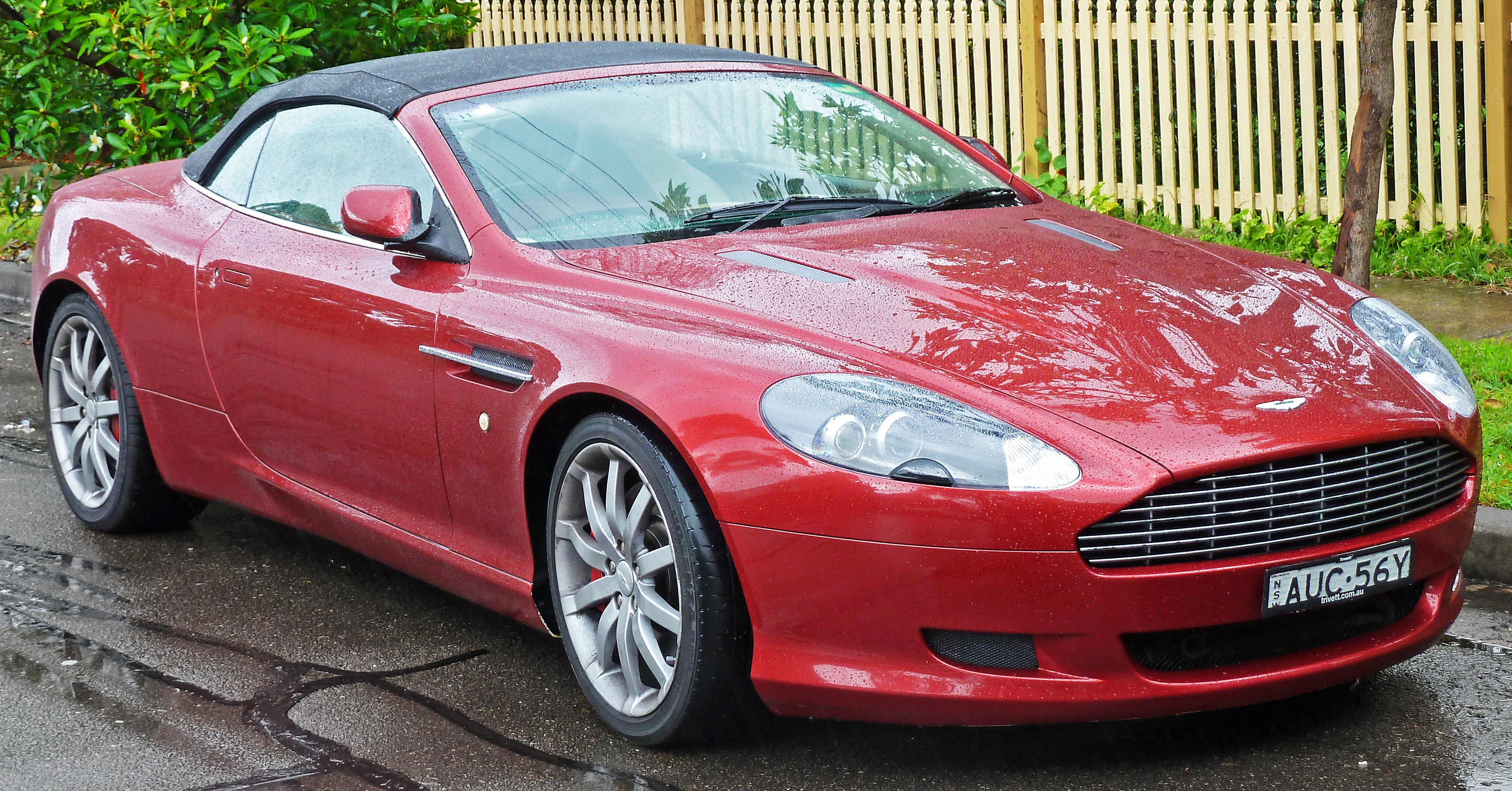
أستون مارتن DB9 فولانت (قبل شد الواجهة)

## التطوير والتصميم

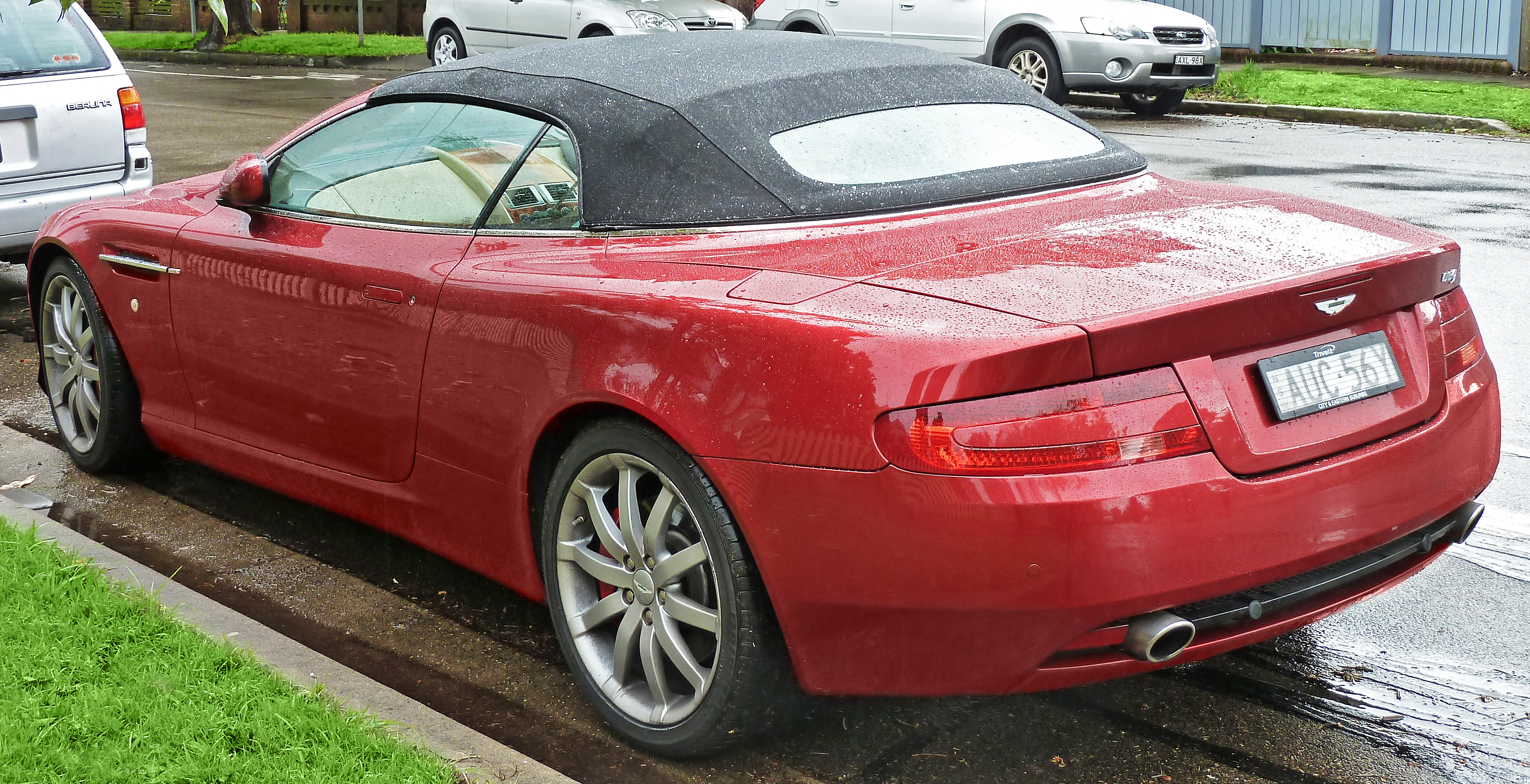
أستون مارتن DB9 فولانت (قبل شد الواجهة)

تم تصميم دي بي9 من قبل إيان كالوم وهنريك فيسكر. كان مدى مساهمات كل فرد في السيارة محل نزاع من كلاهما. تم تقديم السيارة لأول مرة في معرض فرانكفورت للسيارات 2003. الأحرف «دي بي» هي الأحرف الأولى لديفيد براون، مالك أستون مارتن لجزء كبير من تاريخها.[بحاجة لمصدر] على الرغم من أنها نجحت في دي بي7، إلا أن أستون مارتن لم تذكر اسم السيارة دي بي8 بسبب مخاوف من أن الاسم قد يوحي بأن السيارة كانت مجهزة بمحرك V8 (دي بي9 لديه V12). تم الإبلاغ أيضاً عن اعتقاد أستون مارتن أن تسمية السيارة «دي بي8» من شأنها أن تشير إلى تطور تدريجي وتحريف السيارة.

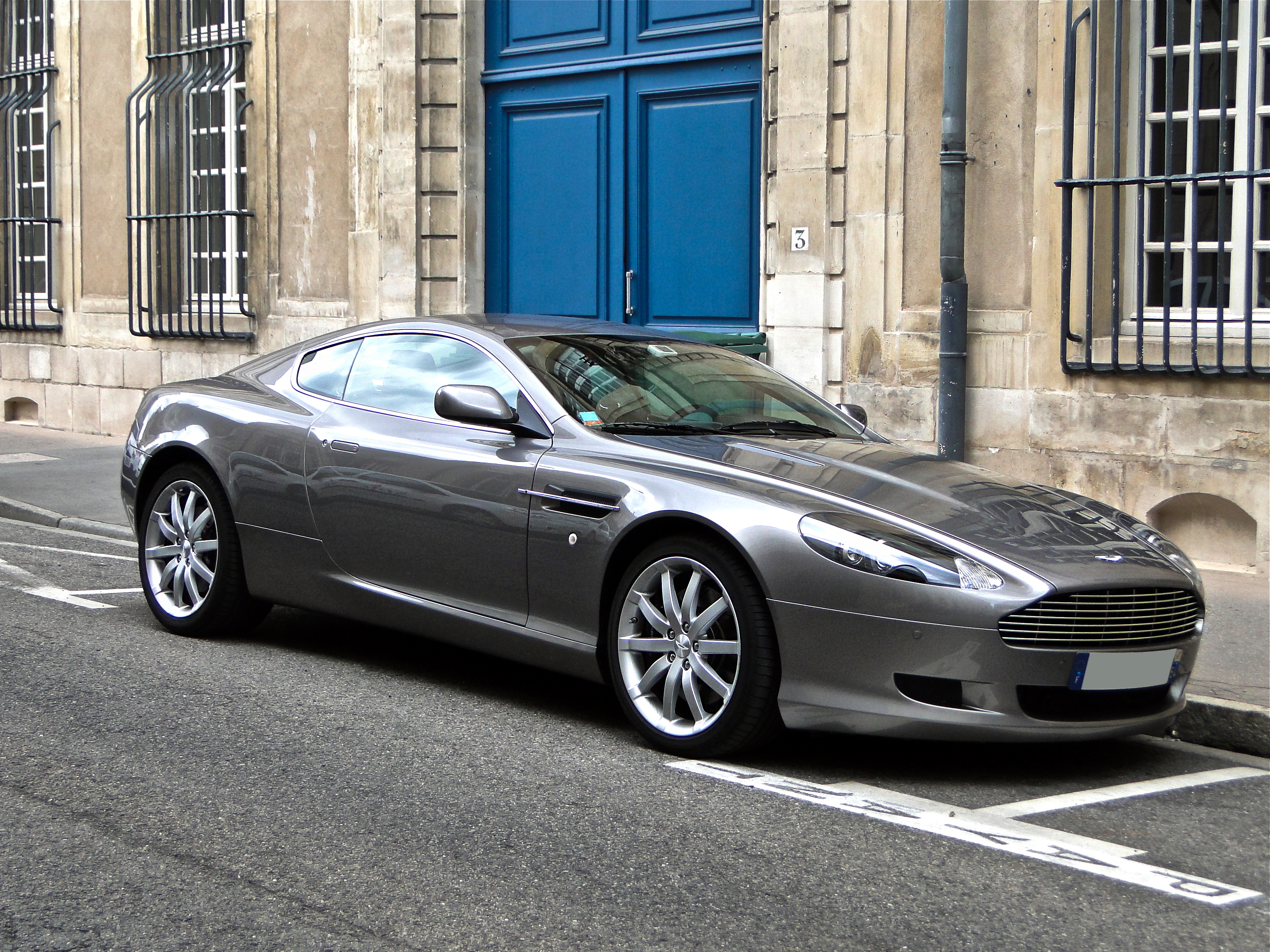
منظر أمامي 3/4 (كوبيه ، شد الوجه السابق)

دي بي9 هو أول موديل يتم بناؤه في منشأة جايدون التابعة لأستون مارتن في واركشاير، إنجلترا. في مقابلة عام 2007، صرح الدكتور أولريش بيز، الرئيس التنفيذي لشركة أستون مارتن آنذاك، أنه على الرغم من أن أستون مارتن كانت تقليدياً شركة تصنيع سيارات أكثر حصرية، إلا أنه يعتقد أن أستون مارتن بحاجة إلى أن تكون أكثر وضوحاً وتصنع المزيد من السيارات. عند الإطلاق، خططت أستون مارتن لبناء ما بين 1400 و1500 سيارة سنوياً.
في عام 2007، تمت مراجعة دي بي9 بمكونات كهربائية مطورة ساعدت على الموثوقية وتصميم المقعد الأمامي الجديد وأضواء اقتراب إل إي دي على مقابض الأبواب ونظام التعليق المنخفض (8 مم). لم يعد دي بي9 فولنت مزوداً بمحدد السرعة القصوى 266 كم / ساعة (165 ميلاً في الساعة)، مما يسمح لها بالوصول إلى سرعة قصوى غير مقيدة تبلغ 299 كم / ساعة (186 ميلاً في الساعة) إذا سمحت الظروف بذلك.

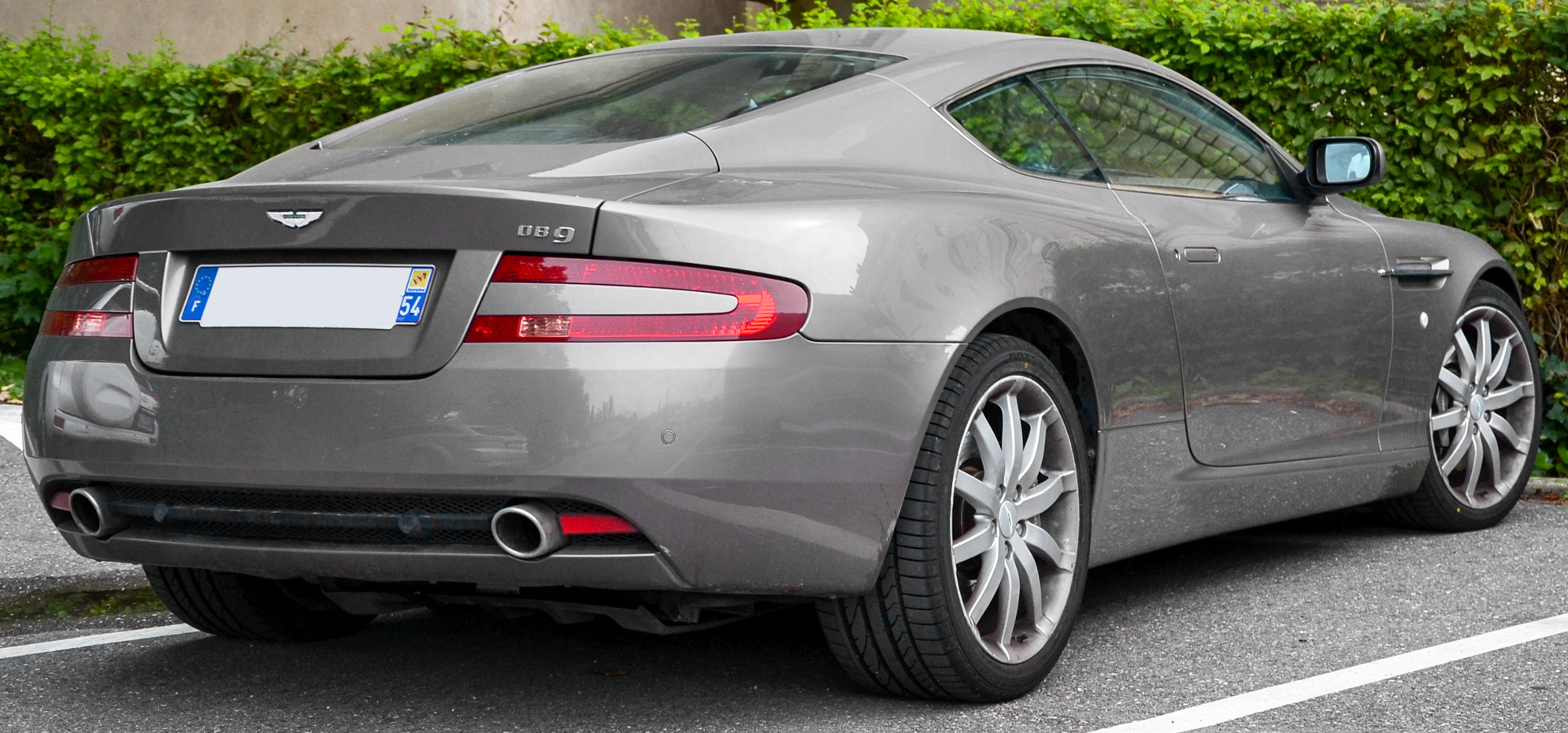
منظر خلفي 3/4 (كوبيه ، شد الوجه السابق)

تلقت دي بي9 عملية تجميل في يوليو 2008. كان هذا التحسين في الأساس زيادة في قوة المحرك وعزم الدوران، إلى 477 حصان (351 كيلوواط، 470 حصان) و600 نيوتن متر (443 رطل قدم) ووحدة تحكم مركزية معاد تصميمها. ظاهرياً، بقيت دي بي9 دون تغيير تقريباً. التصميم الجديد لطراز 2013 الذي يشبه فيراج 2011، بالإضافة إلى زيادة قوة المحرك حتى 517 حصان (380 كيلوواط، 510 حصان) و620 نيوتن متر (457 رطل قدم) من عزم الدوران.

### الداخل
تم تنجيد المقصورة الداخلية لسيارة دي بي9 بالجلد وبها كسوة من خشب الجوز. في الإصدارات الأحدث، تم إعطاء الجلد أيضاً لمسات ووصلات مخيطة يدوياً. على لوحة القيادة، يعد كل من ساتناف وبلوتوث قياسيين في الطرز اللاحقة (خيارات في الطرز السابقة).  
عرضت الطرز اللاحقة أيضاً نظام صوت دولبي برولوجيك يمكن توصيله براديو القمر الصناعي أو مبدل ستة أقراص مضغوطة أو موصل آي بود أو موصل يو أس بي أو مقبس إدخال إضافي. يمكن ترقية نظام الصوت هذا إلى ستيريو بانج & أولفسن.
تأتي الكوبيه بشكل قياسي مع مقعدين أماميين ومقعدين خلفيين. حزمة المقاعد التي تزيل المقاعد الخلفية وتستبدل المقاعد الأمامية بمقاعد أخف مصنوعة من الكيفلار وألياف الكربون متوفرة كخيار. تبلغ سعة صندوق الأمتعة 187 لتراً (6.6 قدماً مكعباً) في الكوبيه أو 136 لتراً (4.8 قدماً مكعاً) في فولانت.

### الخارج
صُنعت دي بي9 لتتبع طراز دي بي7، ووفقاً لبيان صحفي أولي لشركة أستون، «نسخة معاصرة من عناصر التصميم الكلاسيكي وخصائصه». إنه يحتفظ بشبك أستون مارتن التقليدي والشرائط الجانبية، ويحاول التصميم إبقاء الخطوط بسيطة وصقلها. يتم نطق صندوق السيارة، مثل دي بي4 ودي بي5.
في المقدمة، دي بي9 بدون مخروط أنف منفصل، ولا يحتوي على مصدات مرئية. يتكون الجلد الخارجي إلى حد كبير من الألومنيوم، على الرغم من أن المصدات الأمامية وغطاء المحرك مصنوعان من مواد مركبة.
بالنسبة لعام 2013، أجرت أستون مارتن تغييرات طفيفة على هيكل السيارة من خلال تكييف إشارات التصميم من فيراج 2011، بما في ذلك توسيع مجموعات المصابيح الأمامية الغائرة بأضواء زينون ثنائية وشرائط تشغيل نهارية إل إي دي، وتوسيع الفاصل الأمامي، وتحديث الشبكة والجانب  شفاطات الحرارة، وتحديث المصابيح الخلفية إل إي دي بعدسات شفافة ودمج جناح خلفي جديد مع غطاء صندوق الأمتعة.

### المحرك
تم إطلاق أستون مارتن بي دي9 مبدئياً وهي مجهزة بمحرك V12 سعة 5.9 لتراً، وهو مستخدم بالفعل في فانكويش V12. يولد هذا عزم دوران يبلغ 570 نيوتن متر (420 رطل قدم) عند 5000 دورة في الدقيقة ويبلغ أقصى خرج قدرة 456 حصان (335 كيلوواط، 450 حصان) عند 6000 دورة في الدقيقة. يمكن أن تتسارع بي دي9 من 0 إلى 97 كم / ساعة (60 ميلاً في الساعة) في 4.7 ثانية وتبلغ سرعتها القصوى 299 كم / ساعة (186 ميلاً في الساعة).
يجلس المحرك إلى حد كبير خلف خط المحور الأمامي لتحسين توزيع الوزن. شهد طراز العام 2009 بي دي9 زيادة في قوة المحرك وعزم الدوران، حيث أن محرك V12 لديه الآن قدرة إنتاج تبلغ 477 حصاناً (351 كيلوواط، 470 حصاناً) وعزم دوران 600 نيوتن متر (443 رطل قدم)، مما ينتج عنه قوة  نسبة الوزن إلى 271 حصان للطن، بزيادة 11 حصان للطن عن النموذج السابق.
زادت السرعة القصوى إلى 306 كم / ساعة (190 ميل / ساعة) وتحسن وقت التسارع من 0 إلى 97 كم / ساعة (60 ميل / ساعة) بمقدار 0.1 ثانية إلى 4.6 ثانية للإصدار اليدوي من السيارة. أدت التغييرات التي تم إدخالها على المحرك لعام 2013، دي بي9 إلى زيادة إنتاج الطاقة إلى 517 حصاناً (380 كيلو واط، 510 حصان) وعزم الدوران إلى 620 نيوتن متر (457 رطل قدم). انخفض وقت تسارع السيارة من 0 إلى 97 كم / ساعة (60 ميلاً في الساعة) إلى 4.5 ثانية وبلغت السرعة القصوى 295 كم / ساعة (183 ميلاً في الساعة).
يمكن تجهيز بي دي9 بصندوق تروس يدوي تقليدي بست سرعات تم تصنيعه بواسطة غرازيانو ترسميسيني أو علبة تروس أوتوماتيكية من ست سرعات زد إف فريدريشهافين 'تاتشترونيك' تتميز بوضع شبه أوتوماتيكي يعمل بالمجداف.  يعمل صندوق التروس الأوتوماتيكي على زيادة وقت التسارع من 0 إلى 97 كم / ساعة (60 ميل في الساعة) إلى 4.9 ثانية، على الرغم من أن السرعة القصوى تظل كما هي. تميز عام الطراز 2009 بعلبة تروس معدلة «تاتشترونيك 2» والتي قدمت نقلات أسرع للتروس بفضل صندوق الصمامات الجديد وأدوات التحكم في ناقل الحركة المدمجة. انخفض وقت التسارع من 0 إلى 97 كم / ساعة (60 ميل في الساعة) إلى 4.6 ثانية، وهو تحسن بمقدار 0.3 ثانية. يتم تثبيت علبة التروس في الخلف ويتم تشغيلها بواسطة عمود ذيل من ألياف الكربون داخل أنبوب عزم من الألومنيوم المصبوب.

### الهيكل
دي بي9 هو أول طراز من أستون مارتن يتم تصميمه وتطويره على منصة فورد في إتش (رأسية / أفقية) من الألومنيوم. يتكون هيكل الجسم من الألومنيوم والمواد المركبة التي تم دمجها معاً بواسطة مسامير برشام ذاتية الثقب ثابتة ميكانيكياً وتقنيات الربط اللاصق بمساعدة الروبوت. يُزعم أن هيكل الألمنيوم المترابط يمتلك أكثر من ضعف الصلابة الالتوائية مقارنة بسابقه، على الرغم من كونه أخف بنسبة 25 بالمائة.
يحتوي دي بي9 أيضاً على قضبان مانعة للدحرجة ونظام تعليق عظم الترقوة المزدوج، مدعوماً بنوابض لولبية. للحفاظ على التحكم في الطرف الخلفي تحت التسارع الشديد أو الكبح، يحتوي التعليق الخلفي على تقنية إضافية لمكافحة القرفصاء والرفع. تتميز الإصدارات اللاحقة من السيارة أيضًا بثلاثة أوضاع للضبط: عادي، للاستخدام اليومي، رياضي، لحركة أكثر دقة على حساب راحة الركوب، والمسار، مما يعزز تأثيرات الإعداد الرياضي.

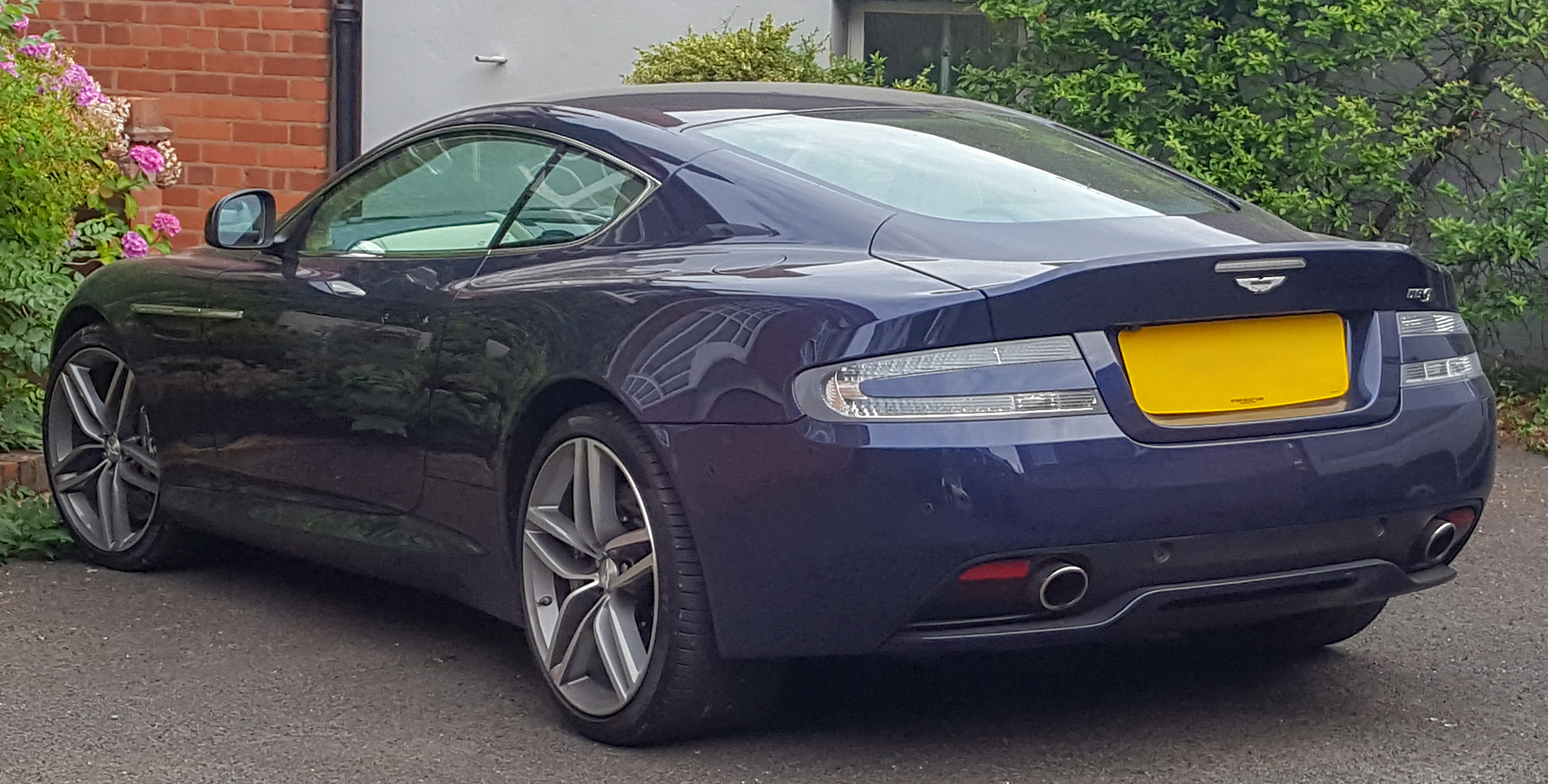
أستون مارتن DB9 (2013 بعد التجميل)

### العجلات
تم إطلاق دي بي9 مبدئياً بعجلات 483 ملم (19 بوصة) بعرض 216 ملم (8.5 بوصة) في الأمام و 241 ملم (9.5 بوصات) في الخلف. تم تزويدها بـبريدجستون بوتينزا 235 / 40ZR19 في المقدمة و275 / 35ZR19 في الخلف. الفرامل عبارة عن ملاقط بريمبو كبيرة ذات أربعة مكابس في الأمام والخلف. كانت مكابح الكربون والسيراميك خياراً.
تم تغيير هذه فيما بعد إلى عجلات 20 بوصة (508 ملم) بعرض 216 ملم (8.5 بوصة) في الأمام و 279 ملم (11 بوصة) في الخلف. الإطارات بيرلي بي-زيرو برموز 245 / 35ZR20 و295 / 30ZR20. والمكابح مصنوعة من الكربون والسيراميك مع ملاقط بستة مكابس في الأمام وأربعة مكابس في الخلف.

## المتغيرات

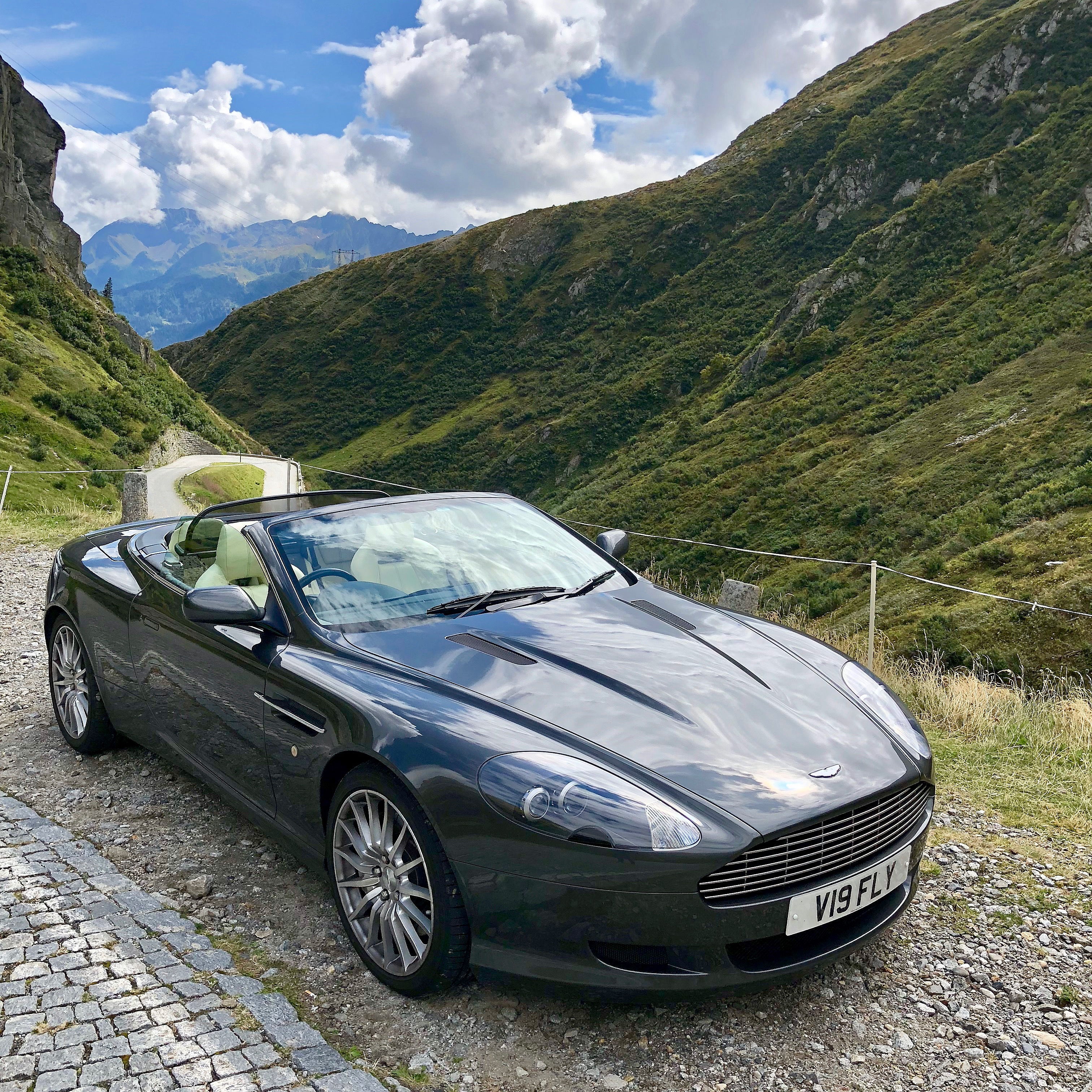
أستون مارتن دي بي 9 فولانت

### دي بي 9 فولانت
أستون مارتن دي بي9 فولانت هي النسخة القابلة للتحويل من دي بي9 كوبيه. على الرغم من أن الهيكل أكثر صلابة، إلا أنه يستخدم نفس منصة في إتش الأساسية. لحماية الركاب من الانقلاب، قامت فولانت بتعزيز أعمدة الزجاج الأمامي واثنين من الأطواق المنبثقة خلف المقاعد الخلفية. لا يمكن تعطيل الأطواق وسوف تكسر النافذة الخلفية للسيارة إذا تم نشرها. في محاولة لتحسين قيادة فولانتي أثناء الانطلاق، خففت أستون مارتن من الينابيع وخففت القضبان المضادة للانحراف في فولانت، مما أدى إلى نظام تعليق لطيف. سقف فولانت القابل للطي مصنوع من قماش قابل للطي ويستغرق تشغيله 17 ثانية. مع وزن يصل إلى 1,882 كجم (4150 رطلاً) تزن فولانت أكثر من الكوبيه بسبب تعديلات تقوية الهيكل.
تشترك الكوبيه وفولانت في نفس علب التروس والمحرك شبه الأوتوماتيكية والأوتوماتيكية. كانت السيارة الأصلية مقتصرة على 266 كم / ساعة (165 ميلاً في الساعة) للاحتفاظ بسلامة السقف، وقد تمت إزالة هذا القيد في طراز 2007 الذي تمت ترقيته وما بعده.
مثل الكوبيه، تتمتع فولانت الأصلية بعزم دوران يبلغ 570 نيوتن متر (420 رطل قدم) عند 5000 دورة في الدقيقة وقوة قصوى تبلغ 456 حصاناً (335 كيلوواط، 450 حصان) عند 6000 دورة في الدقيقة. يتم إبطاء التسارع من 0 إلى 97 كم / ساعة (60 ميل في الساعة) إلى 4.9 ثانية بسبب الوزن الإضافي.
في الطرازات الأحدث، مثل طرازات الكوبيه، زاد إنتاج فولانتي للطاقة وعزم الدوران إلى 477 حصاناً (351 كيلوواط؛ 470 حصاناً) و600 نيوتن متر (443 رطل قدم) على التوالي لعام 2009، و517 حصاناً (380 كيلوواط، 510 حصان) و620 نيوتن متر (457 رطل قدم) على التوالي لعام 2013. كما تم تخفيض وزن السيارة الفارغة إلى 1,815 كجم (4,001 رطل).

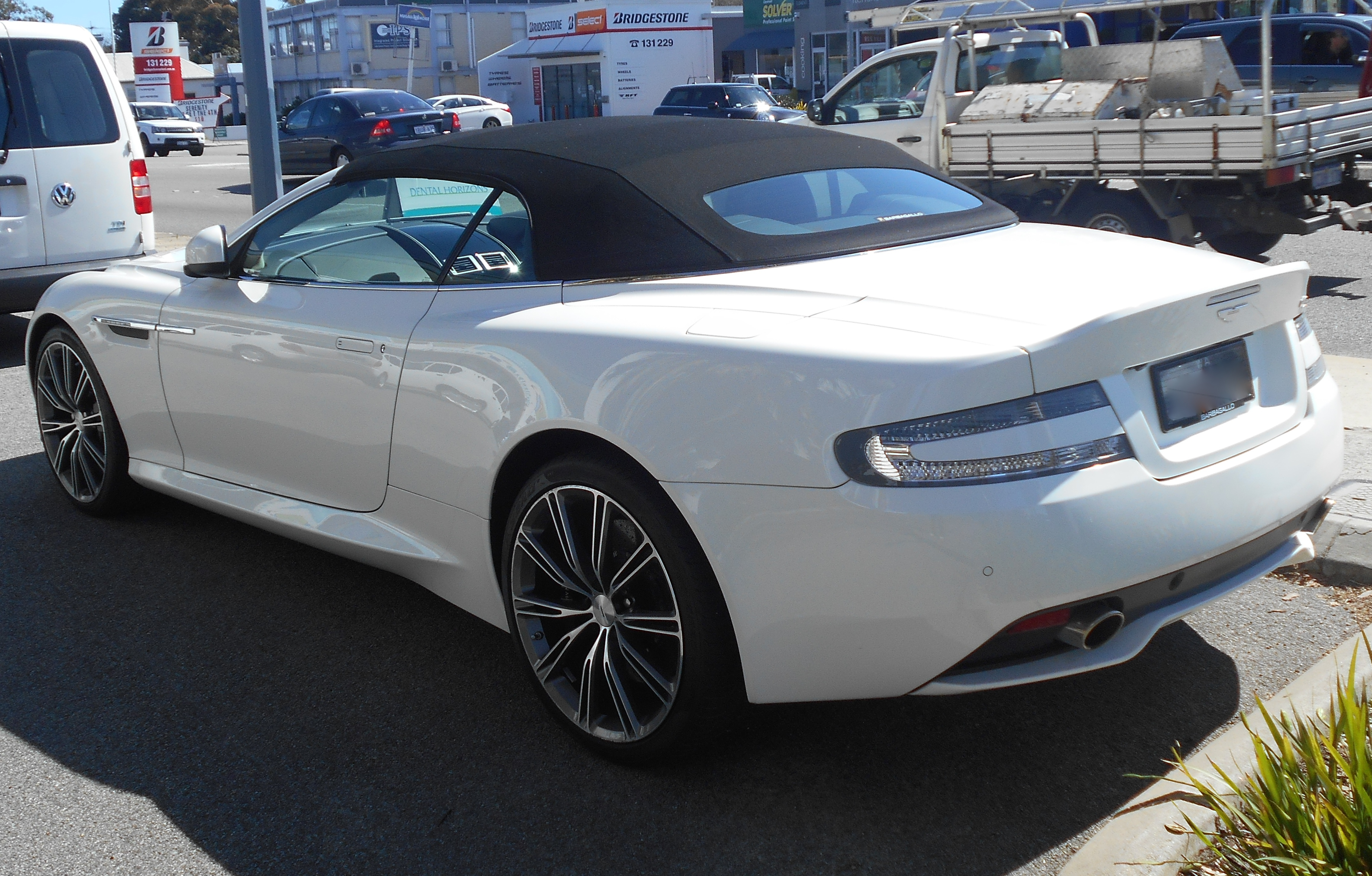
أستون مارتن دي بي 9 فولانت

### دي بي 9 جي تي
تم تقديم الإصدار الأخير من دي بي9 المسمى دي بي9 جي تي في عام 2015. يبلغ إنتاج المحرك الآن 547 حصاناً (402 كيلوواط؛ 540 حصان) عند 6750 دورة في الدقيقة و620 نيوتن متر (457 رطل قدم) من عزم الدوران عند 5500 دورة في الدقيقة. وقت التسارع من 0 إلى 97 كم / ساعة (60 ميل / ساعة) هو 4.4 ثانية ووقت التسارع من 0 إلى 161 كم / ساعة (100 ميل / ساعة) هو 10.2 ثانية. يمكن أن يمتد ربع ميل في 12.8 ثانية، وتبقى السرعة القصوى دون تغيير عند 295 كم / ساعة (183 ميل في الساعة).

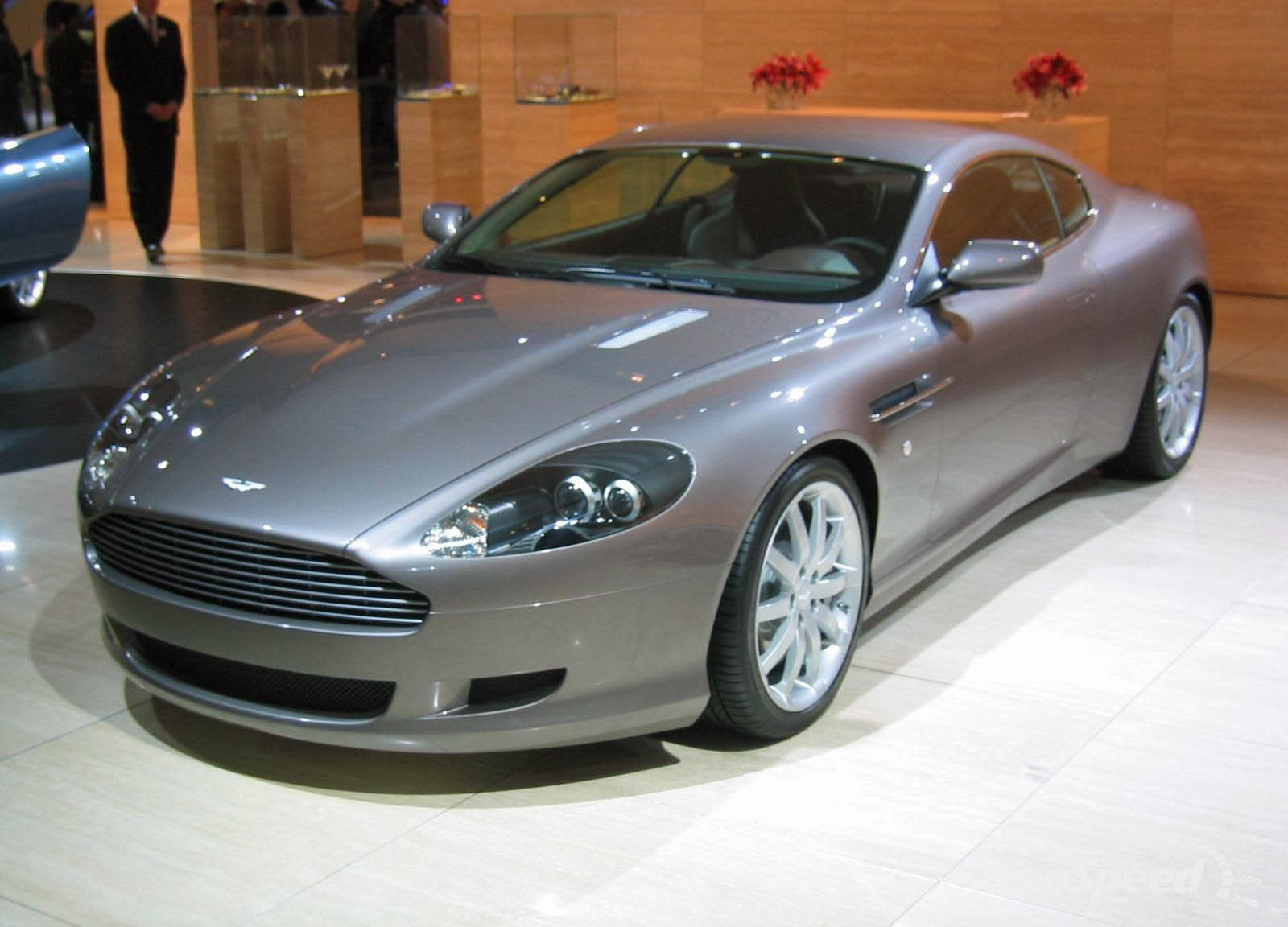
أستون مارتن كوبيه

### دي بي 8 إل إم
لإحياء ذكرى فوز أستون مارتن جي تي 1 في سباق لومان 24 ساعة 2007، قدمت أستون مارتن دي بي 9 إل إم (لومان) في الربع الأول من عام 2008. وتأتي دي بي 9 إل إم بشكل قياسي مع حزمة دي بي9 الرياضية الاختيارية ومتوفرة فقط في طراز كوبيه. مجهزة بناقل حركة أوتوماتيكي.
كان إل إم متاحاً فقط بلون سارث سيلفر الخارجي الخاص، الذي سمي على اسم (بالفرنسية سيركيو دي لا ساخث)، حيث يتم تشغيل لي مانز، ويحتوي على ملاقط مكابح حمراء، وشبكة شبكية مطلية بالكروم، وتصميم داخلي من الجلد الأسود الخاص، مع خياطة حمراء ومسار لي مانز مخيط على الكونسول المركزي. كما تم تجهيز السيارة أيضاً بمصابيح دي بي أس الخلفية الشفافة. في البداية، تم التخطيط لإنتاج 124 سيارة وتم توفير السيارات للتجار بمعدل سيارة واحدة لكل تاجر. إلا أن بعض التجار لم يأخذوا حصصهم نتيجة لذلك، بلغ إجمالي الإنتاج 69 سيارة.

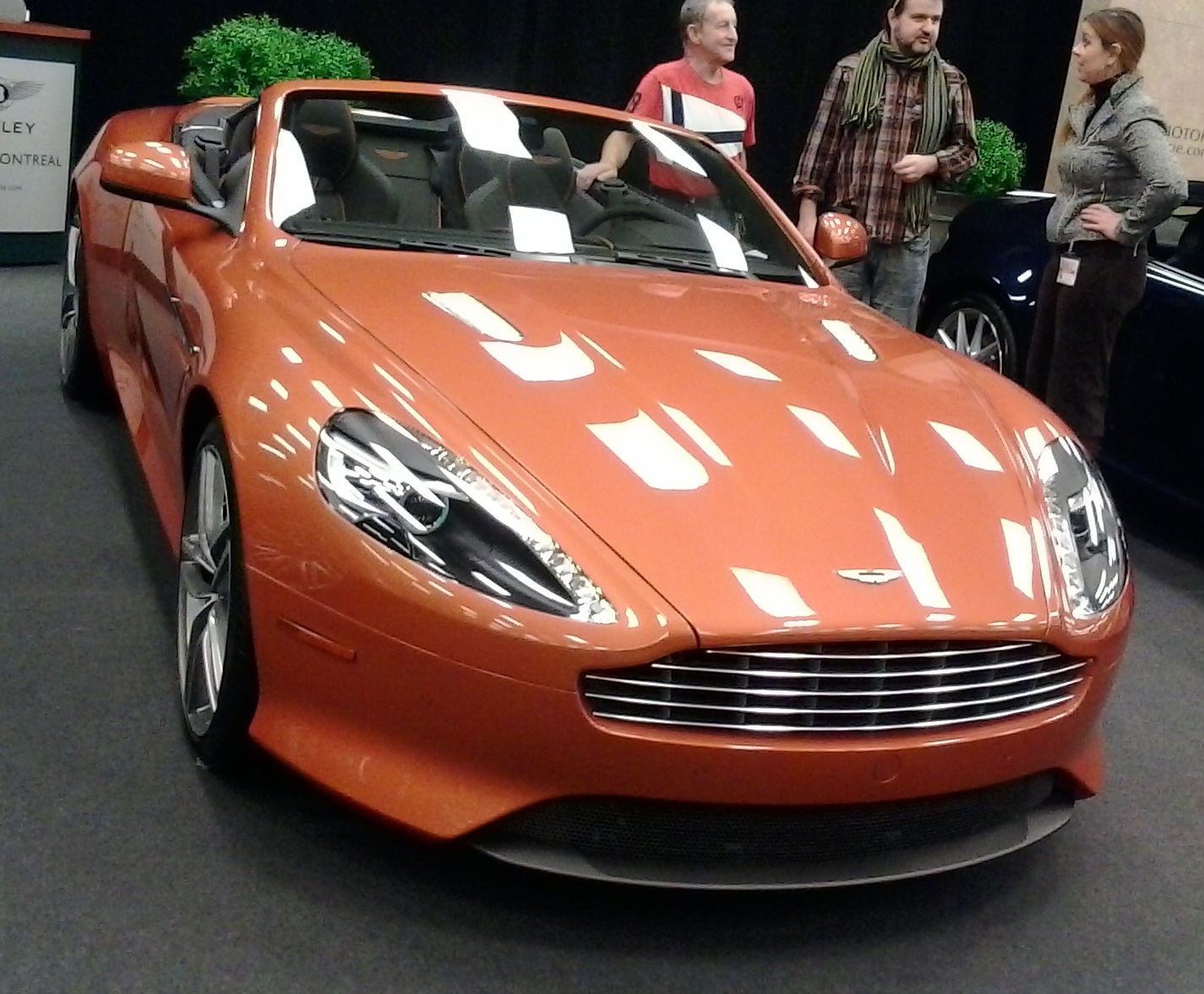
أستون مارتن فولنت

### دي بي9 الكربون الأسود
(دي بي9 الكربون الأسود وصقيع الصباح والفضة الكمومية) بعد نجاح العديد من طرازات الإصدارات الخاصة من سيارات أستون مارتن الأخرى، مثل V12 دي بي أس أسود الكربون الفضيل والكربون الأسود، أعلنت أستون مارتن عن ثلاثة طرز خاصة من دي بي9 في عام 2011: دي بي9 كاربون أسود ومورنينغ فروست وكوانتيوم الفضي.
يتم الإشارة إلى جميع النماذج الثلاثة من خلال لوحة عتبة تحمل أسمائها الخاصة. جميع الموديلات الثلاثة لها نفس محرك V12 سعة 5.9 لتر مثل قاعدة بي دي9، التي تبلغ قوتها 477 حصاناً (351 كيلوواط، 470 حصاناً) وعزم دوران 600 نيوتن متر (443 رطل قدم). كانت جميع الطرز الثلاثة متوفرة كسيارة كوبيه وفولانت.
يتميز دي بي9 كاربون أسود، كما يوحي اسمه، بطلاء أسود ومطابق للداخل. يتضمن ذلك كونسولًا مركزياً أسود ومقابض أبواب داخلية من الداخل، وشبكات سوداء، وأنبوب عادم أسود، وعجلات سوداء مقاس 483 مم (19 بوصة) من 10 أذرع في الخارج. تحتوي المقصورة الداخلية أيضاً على العديد من الإضافات لجعل السيارة أكثر رياضية، بما في ذلك خياطة الفضة للجلد وعصا تروس زجاجية مصقولة. تم تعديل العادم لخلق صوت مختلف ليضيف إلى الشعور الرياضي. كان الكربون الأسود متاحاً فقط كدليل آلي بست سرعات.
تشطيب طلاء دي بي9 مورنينغ فروست باللون الأبيض اللؤلؤي. ومع ذلك، في الداخل، تم تجهيز مورنينغ فروست بجلد برونزي معدني وكونسول مركزي أسود ومقابض أبواب داخلية. من الخارج، تحتوي مورنينغ 3 على عجلات فضية مقاس 483 مم (19 بوصة) ذات 10 برامق، وملاقط فرامل فضية، وشبكات فضية. مثل الكربون الأسود، فإن دي بي9 مورنينغ فروست لديها ناقل حركة يدوي أوتوماتيكي بست سرعات.
تستخدم دي بي9 كوانتيوم الفضي مخطط طلاء فضي موجود أيضاً في دي بي أس في كوانتيوم سولاك في، ومن هنا جاء اسمه.
في الداخل، تشترك كوانتيوم الفضي في الكونسول المركزي الأسود والجلد. من الخارج، تحتوي أيضاً على مشاوي سوداء وعجلات مقاس 483 مم (19 بوصة). تمتلك كوانتم سيلفر نفس ناقل الحركة اليدوي الأوتوماتيكي مثل نظيراتها، وتشارك في عادم رياضي معدل مع الكربون الأسود.

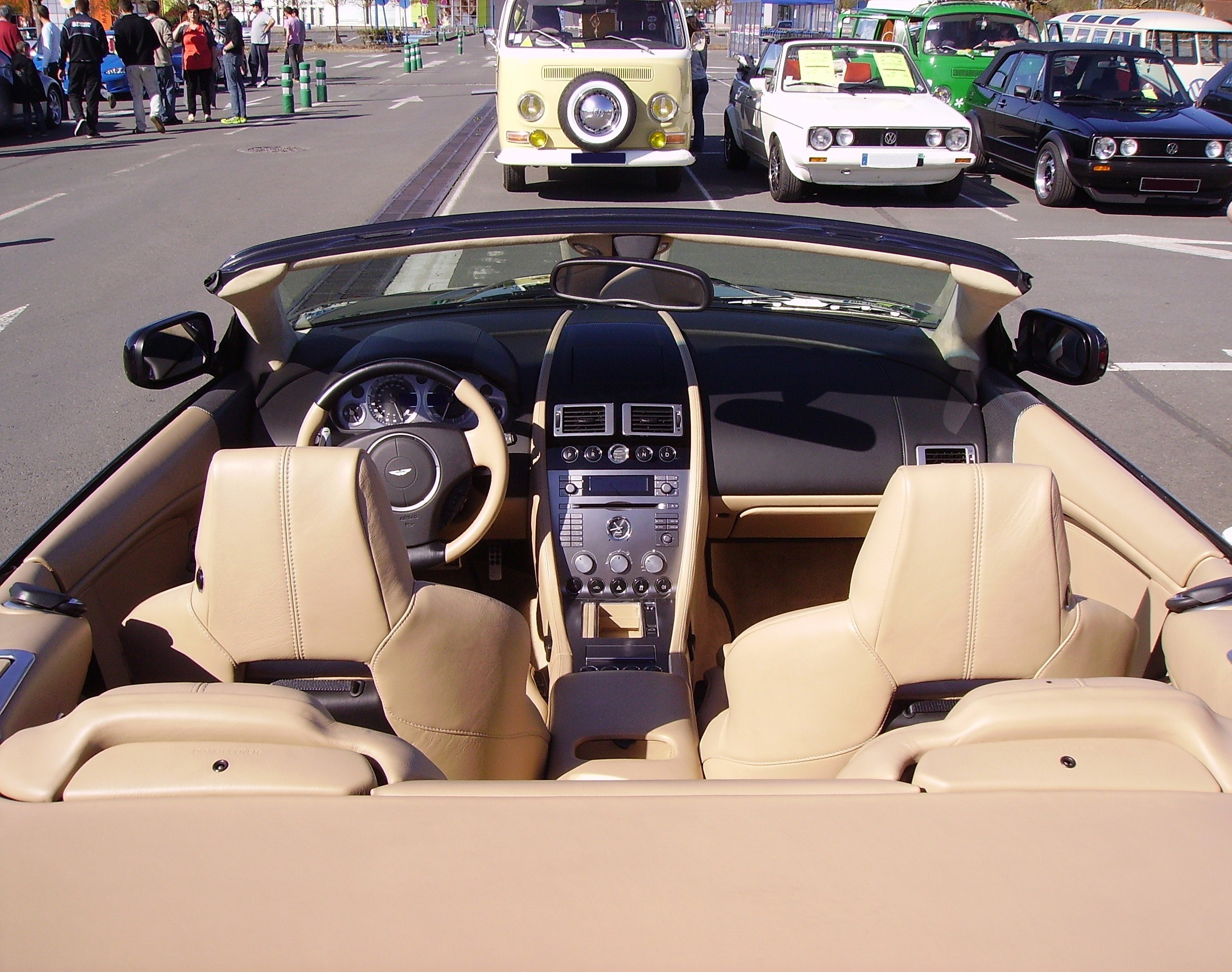
أستون مارتن فولنت (من الداخل)

### بي دي9 سبايدر زغاتو المئوية (2013)

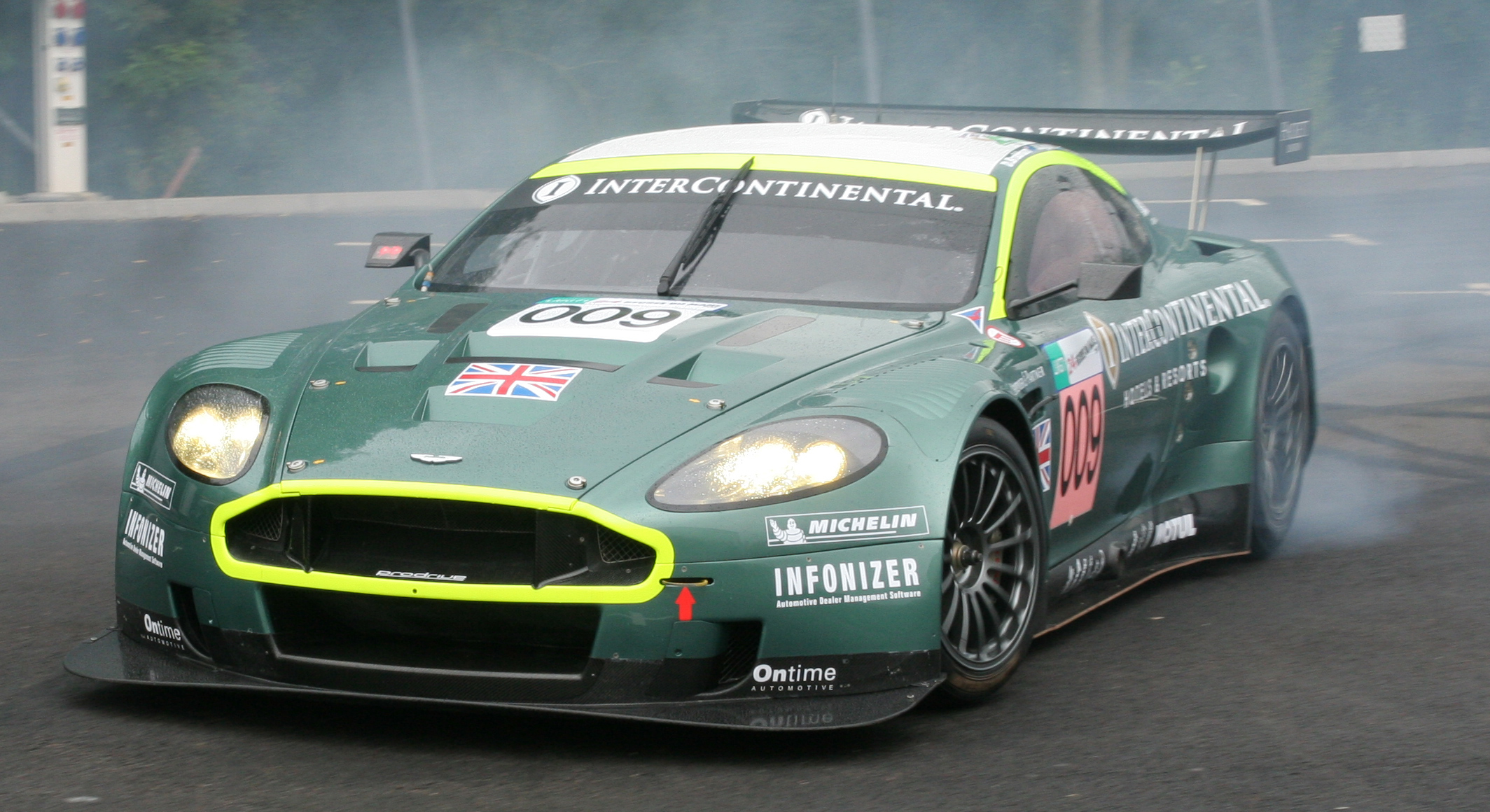
سيارة DBR9 التي فازت بفئتها في سباق لومان 24 ساعة في 2007 و2008

في الذكرى المئوية لتأسيس الشركة، قدمت زاغاتو سيارة فريدة من نوعها تعتمد على أستون مارتن بي دي9 فولانت. تم تكليفه من قبل جامع الأعمال الأمريكي بيتر ريد وتم طلاؤه باللون الأخضر. تم الكشف عنها جنباً إلى جنب مع أستون مارتن دي بي أس كوبيه زاغاتو المئوية.

اشترى المالك سيارة أستون مارتن دي بي9 فولانت 2013 ذات المواصفات الأمريكية، والتي شحنها على الفور إلى زاغاتو في إيطاليا. تم بيع السيارة بمبلغ 693000 دولار (بما في ذلك رسوم المشتري المطبقة) مع 2300 ميل في أغسطس 2015 في مزاد آر إم سوثبي مونتيري خلال أسبوع السيارة. تحتوي السيارة على مكابح من الكربون والسيراميك ورقم VIN الخاص بها هو SCFFDABM1DGB14756.

أستون مارتن زاغاتو سبايدر 2014
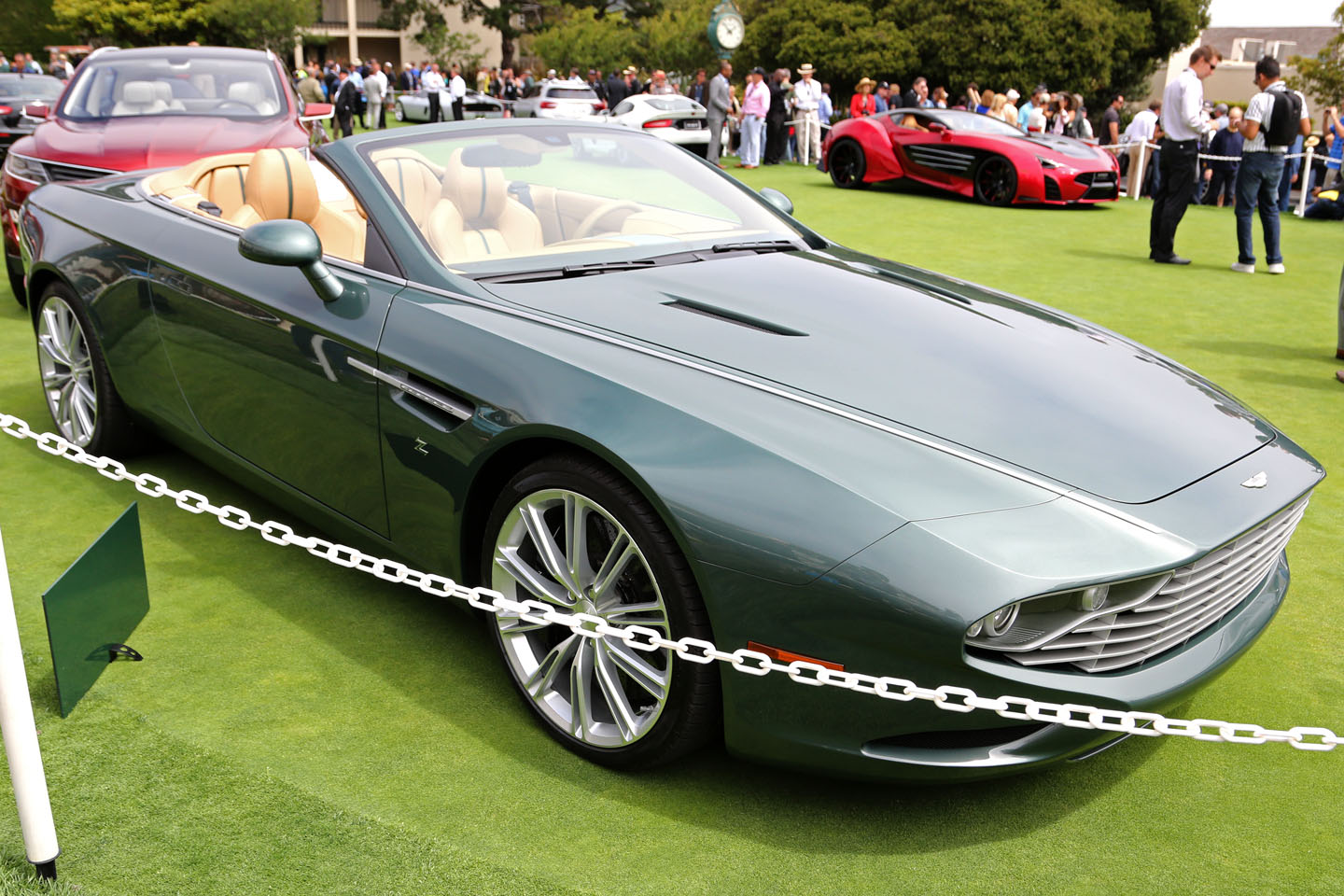
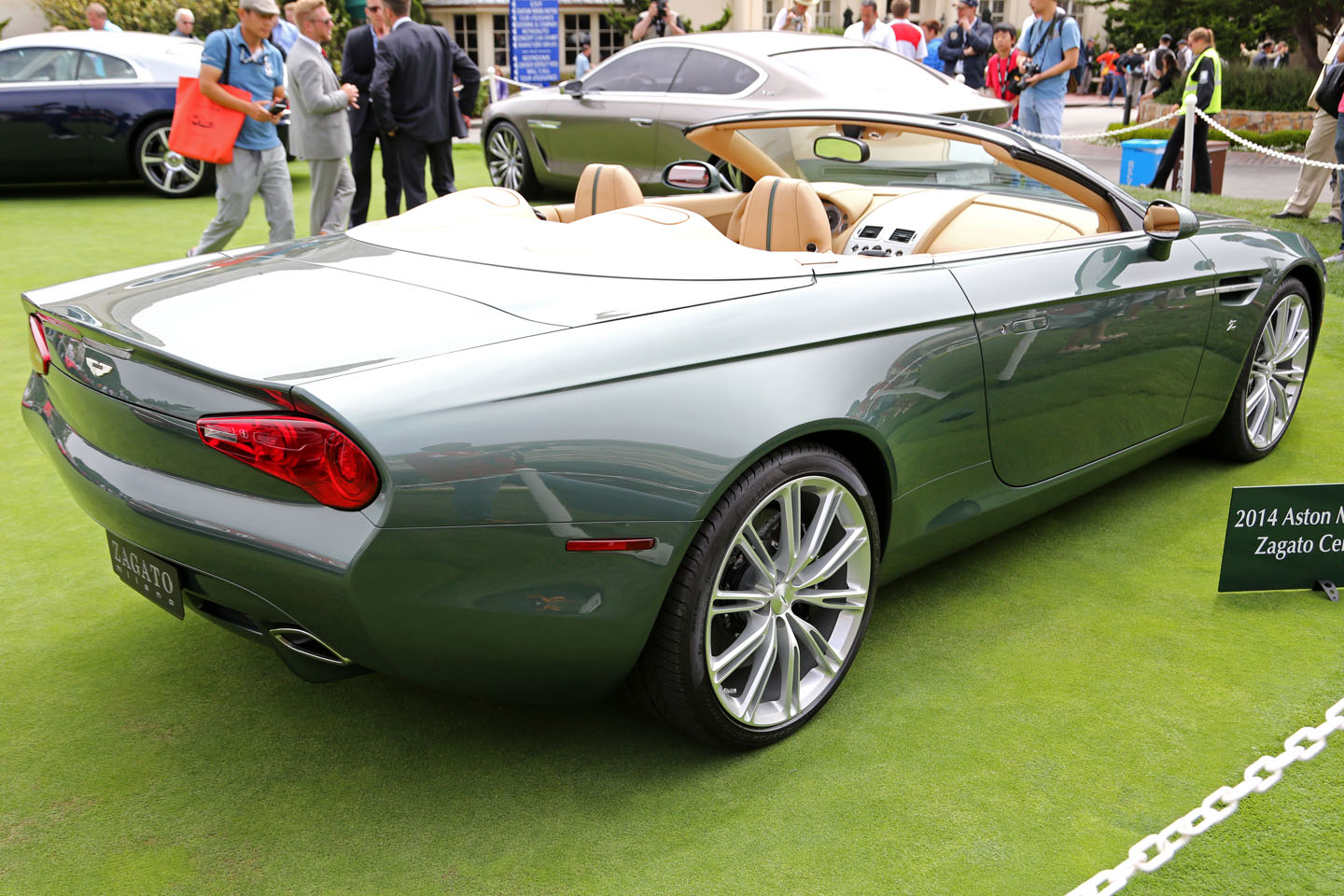

## رياضة السيارات

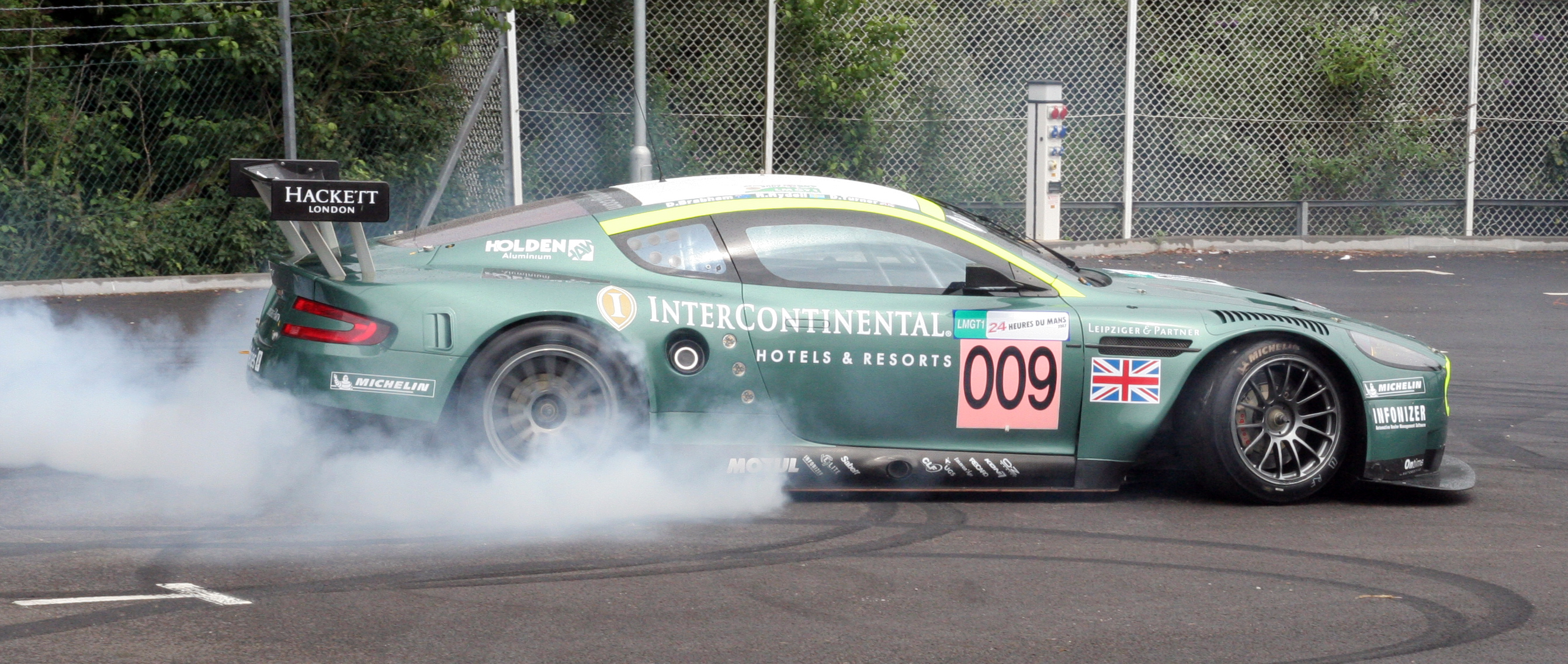
سيارة DBR9 التي فازت بفئتها في سباق لومان 24 ساعة في 2007 و2008

### بي دي آر 9
المقال الرئيسي: أستون مارتن دي بي آر9
تم تكييف دي بي9 للاستخدام في سباقات السيارات الرياضية بواسطة سباقات أستون مارتن، بالتعاون بين برو درايف وأستون مارتن. يطلق عليها دي بي آر9، ظهرت السيارة لأول مرة في عام 2005. وهي تحتفظ بمحرك دي بي9 سعة 5.9 لتر V12، ولكن تم تعديلها على نطاق واسع لتقليل الوزن بالإضافة إلى تحسين الأداء ولديها إزاحة نهائية تبلغ 6000 سم مكعب (6.0 لتر، 366.1 متر مكعب). تم استبدال معظم ألواح هيكل السيارة المصنوعة من الألومنيوم بألواح من ألياف الكربون، وأضيفت العديد من الميزات الخارجية، مثل الفاصل الأمامي والجناح الخلفي، لزيادة القوة السفلية للسيارة. تتميز السيارة بتصميم داخلي أساسي مع وسائل مساعدة أساسية للسائق. وبالمثل، على الرغم من أن تصميم التعليق لا يزال كما هو، فقد تم تحسينه وفقاً لمواصفات السباقات. تمت ترقية الفرامل إلى أقراص بريمبو من الكربون الكربوني وملاقط بستة مكابس. ناقل الحركة في دي بي آر9 عبارة عن كتيب اكستراك متسلسل من ست سرعات، يحتوي على ترس تفاضلي محدود الانزلاق ذو لوحة احتكاك  سالزبوري، وعمود الدعامة مصنوع من ألياف الكربون. تمنح المواد خفيفة الوزن لـدي بس آر9 وزناً إجمالياً يبلغ 1170 كجم (2,579 رطلاً). تسمح تعديلات المحرك لها بالحصول على قوة 634 حصان (466 كيلو واط، 625 حصان) و746 نيوتن متر (550 رطل قدم) من عزم الدوران. تسمح زيادة قوة المحرك وخفض الوزن لـ دي بي آر9 بالتسارع من 0 إلى 97 كم / ساعة (60 ميل / ساعة) في 3.4 ثانية، ومن 0 إلى 161 كم / ساعة (100 ميل / ساعة) في 6.4 ثانية.
فازت دي بي آر9 في أول ظهور لها في 12 ساعة من سيبرينغ 2005 وواصلت الفوز في سلسلة لي مانز الأمريكية، سلسلة لي مانز، بطولة فيا جي تي، بالإضافة إلى 24 ساعة من لي مانز.

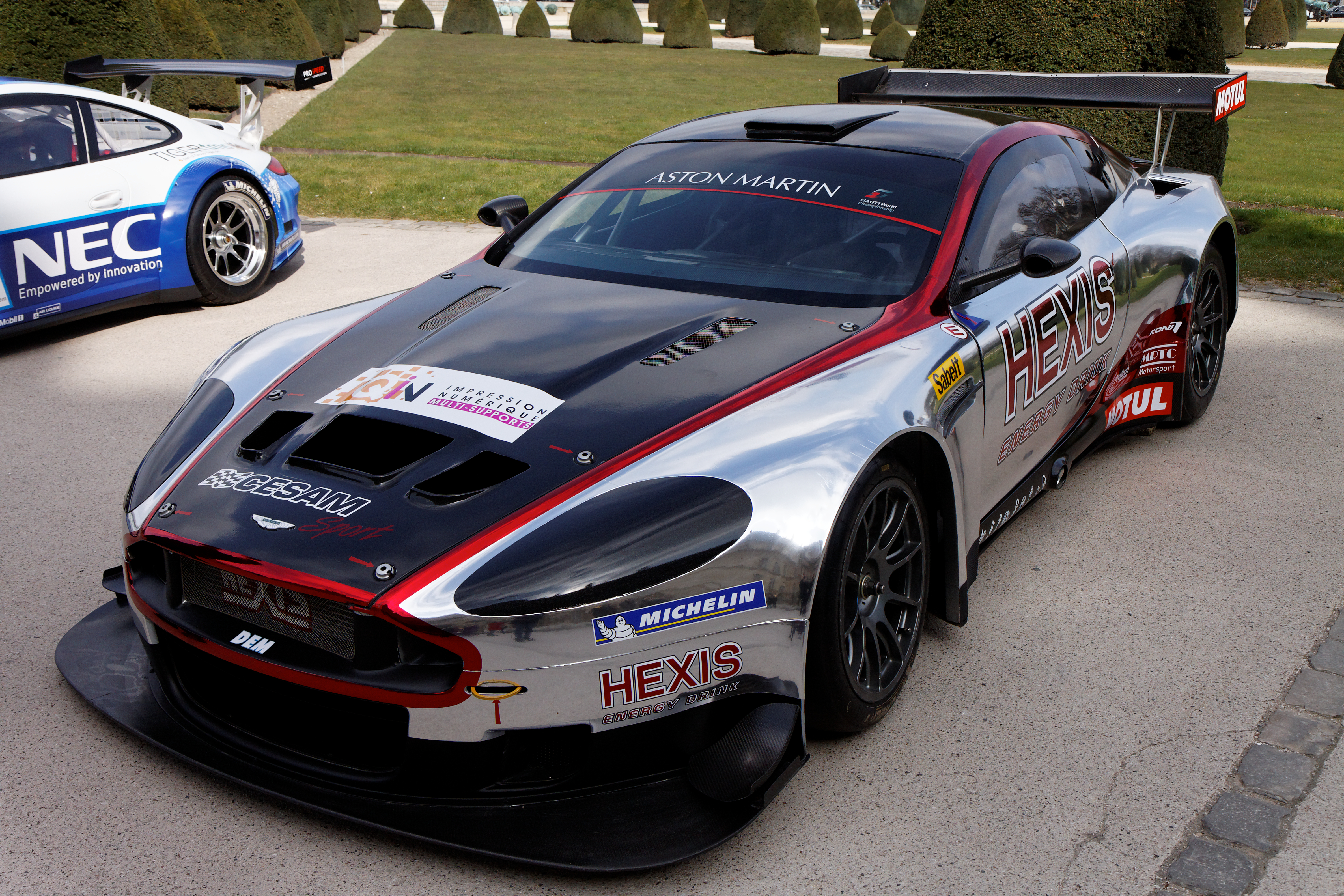
أستون مارتن DBRS9 من سباقات هيكسيس

### دي بي آر أس 9
المقال الرئيسي: أستون مارتن دي بي آر9
كما طور سباقات أستون مارتن أيضاً طرازاً مختلفاً من دي بي آر9 وفقاً للوائح فيا جي تي 3. تشترك السيارة، التي يطلق عليها DBRS9، في هيكل من ألياف الكربون وهيكل الهيكل والتعليق في دي بي آر9.  
يبلغ وزن السيارة 1.230 كجم (2712 رطلاً)، أي 60 كجم (132 رطلاً) أكثر من دي بي آر9. في حين أن المحرك مشترك مع دي بي آر9، فقد تم تفكيكه ولديه خرج قدرة 558 حصان (410 كيلوواط، 550 حصان) وعزم دوران 620 نيوتن متر (457 رطل قدم). تم تجهيز دي بي آر أس9 بعلبة تروس من ست سرعات على شكل (إتش H) أو علبة تروس متسلسلة من ست سرعات ولديها تسارع من 0 إلى 97 كم / ساعة (60 ميلاً في الساعة) لمدة 3.4 ثانية وسرعة قصوى تبلغ 314 كم / ساعة (195  ميل في الساعة).
تنافس دي بي آر أس9 في العديد من سباقات التحمل، بما في ذلك سباق نوربورغرينغ 24 ساعة وسبا 24 ساعة وسباق ماليزيا ميرديكا للتحمل. شاركت السيارة أيضاً في بطولة فيا جي تي 3 الأوروبية التي تم تصميمها من أجلها قبل أن يتم استبدالها بنسخة جي تي 3 من فانتاج V12 في عام 2011.
تم توفير دي بي آر أس9 للمستهلكين وشمل مقعد السائق القابل للتعديل والتوجيه.

## استقبال
صنف نقاد السيارات بشكل عام دي بي 9 كوبيه وفولانت بشكل جيد، وأشادوا بتصميم السيارة الداخلي والخارجي الفاخر. في معرض السيارات البريطاني توب جير، تم التفكير في دي بي9 بشكل كبير. والجدير بالذكر، في قسم «كول وال» من العرض، أن العارضين أطلقوا على دي بي9 «رائعة جداً» بالنسبة للحائط وأعطوها فئة خاصة بها تسمى «قسم دي بي9»، وهي ثلاجة صغيرة تحتوي على بطاقة السيارة.[بحاجة لمصدر] أثناء مراجعة فولانت، وصف ريتشارد هاموند الجزء الداخلي لـدي بي9 بأنه «واحد من أشهر ما عرفه الإنسان». شعر أن السيارة كانت أقل صلابة من الكوبيه، مع ذلك، لدرجة أن السيارة كانت «متذبذبة».
انتقد كل من Edmunds.com ومجلة الطريق والمسار سيارة دي بي9 لعدم تمتعها بمعاملة جيدة مثل منافسيها، مشيرين إلى أن السيارة ليست صلبة بدرجة كافية. ومع ذلك، أشار إدموندز إلى أنه في حين أن مرسيدس-بنز SL600 وSL55 AMG كانتا أفضل من الناحية الموضوعية، إلا أن دي بي9 كانت مرغوبة أكثر.
عند مقارنتها مباشرة بالسيارات الأخرى، مثل بورش 911 توربو إس كابريوليه وفورد جي تي، احتلت دي بي9 مرتبة سيئة، على الرغم من أن المراجع أشار إلى أن مقارنتها بالسيارات الأسرع «سلطت الضوء على عيوبها». وبالمثل، عند مقارنتها بسيارة بنتلي كونتيننتال جي تي ومرسيدس بنز سي أل 600 وفيراري 612 سكاليتي إف 1، جاء ترتيب دي بي9 ضعيفاً مرة أخرى، على الرغم من أن المراجعين قالوا إنه «على الرغم من مشاكلها، فإن دي بي9 سيكون خيارهم الشخصي». تم إصلاح المشكلات المتعلقة بالصلابة إلى حد كبير من خلال التكرارات اللاحقة لسيارة دي بي9 كما لاحظ أوتوويك وإدموندز.
سمي التصميم الداخلي لسيارة دي بي9 «ملكي» و«مبهر» حيث قال إدموندز «لا تقطعها مثل» غني «و» مُصنَّع «فقط، على الرغم من» الانحطاط«و» منحوتة من قبل القدير نفسه«اقترب». أحب النقاد الراحة التي يوفرها مقعد السائق الذي يشبه سيارة السباق تقريباً. اشتكى المراجعون من المقاعد الخلفية، مع قول فوربس «فكر في الأمر أكثر على أنه رف طرد مبطن». وبالمثل، اشتكى المراجعون من أن مساحة الشحن كانت محدودة، على الرغم من أن الكثيرين ساخرون من أن المقاعد الخلفية الصغيرة يمكن أن تساعد في حمل الأمتعة. شكوى أخرى شائعة هي نظام ساتناف السيئ في السيارة، والذي أطلقت عليه مجلة أوتوموبيل اسم «كعب أخيل» للسيارة، مشيرة إلى أن «اختيار طريق مؤلم في أحسن الأحوال». تحتوي الموديلات الأحدث على نظام ساتناف مُحسَّن بشكل كبير مصدره شركة جارمين.

## معرض صور

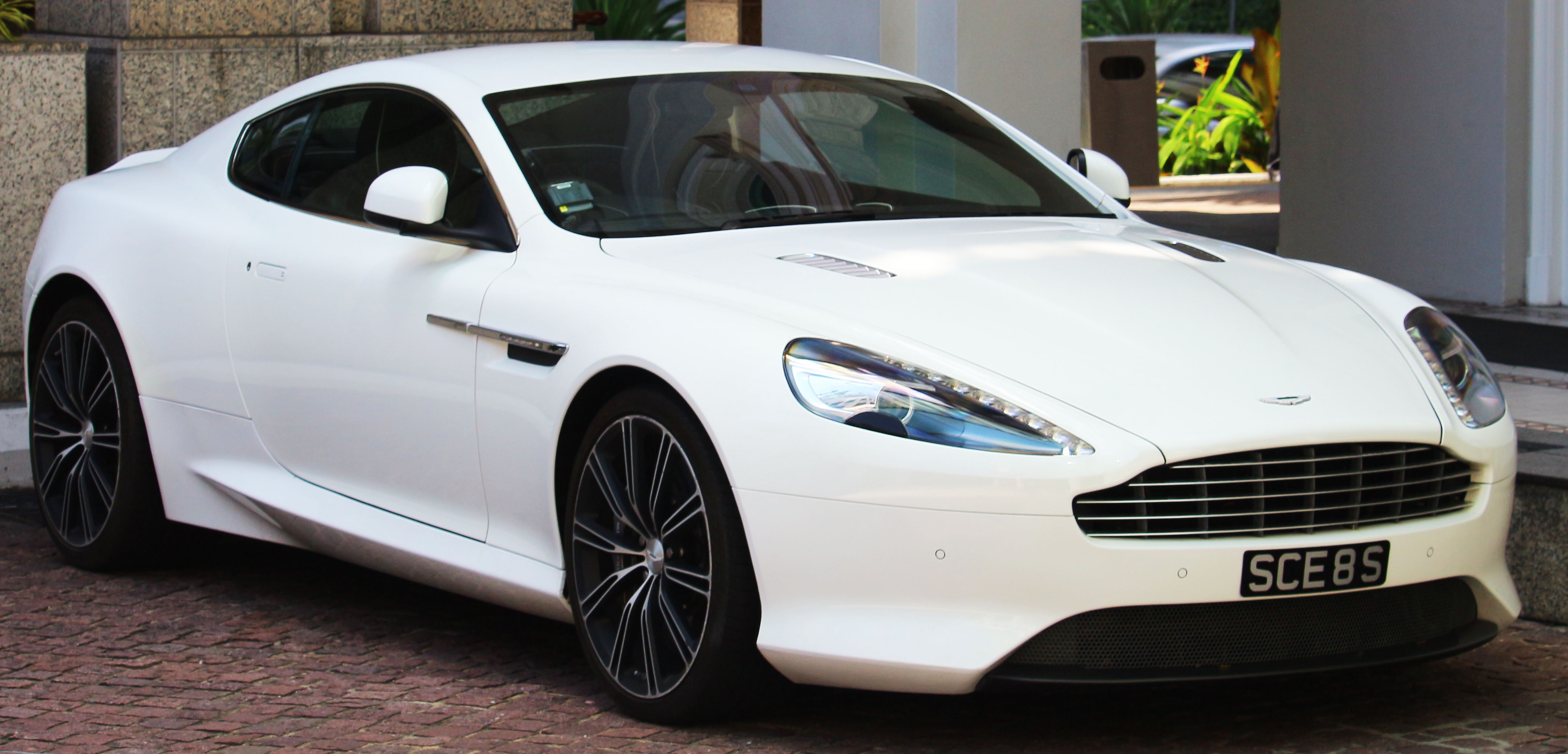
السيارة من الأمام
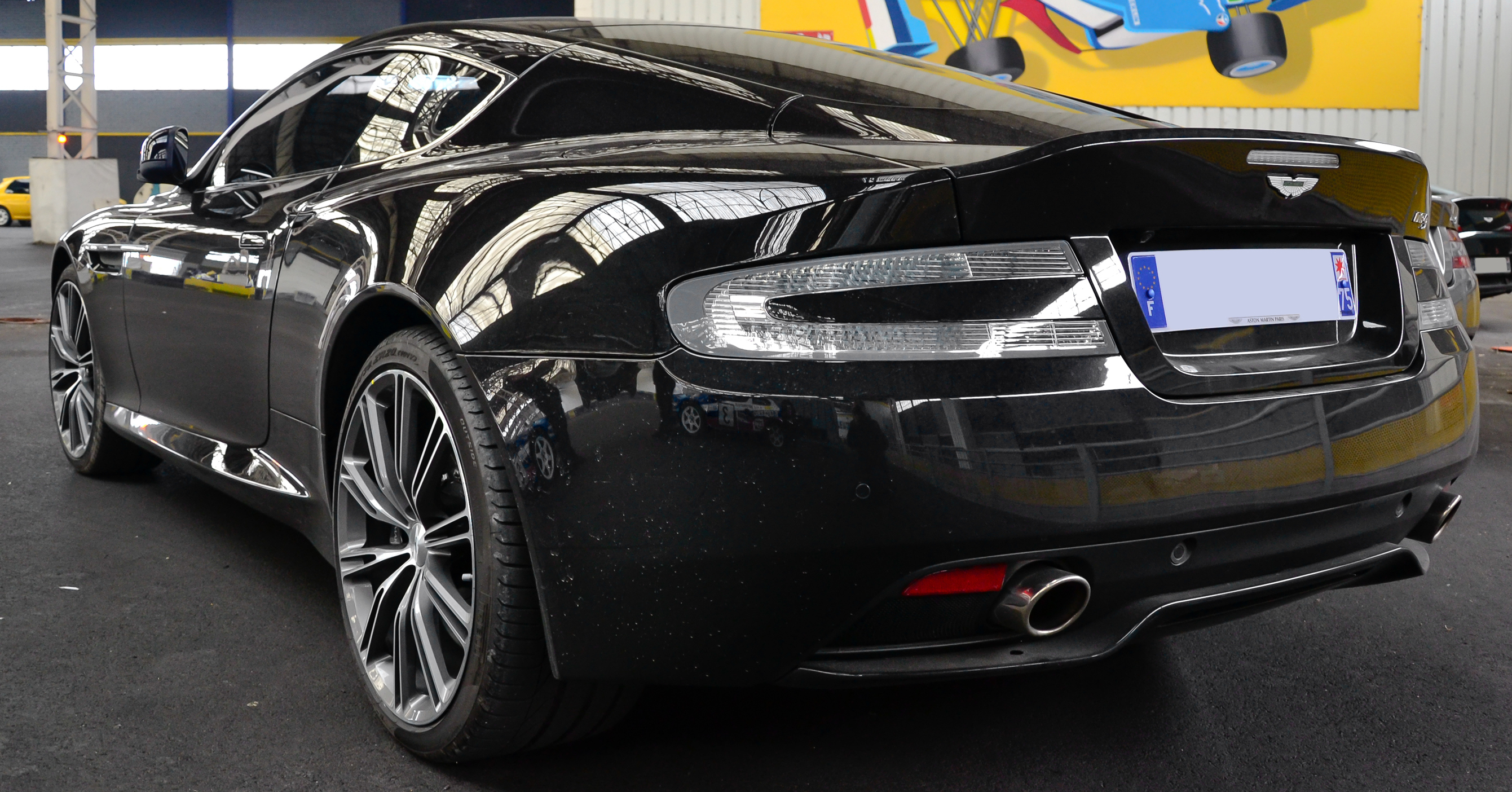
السيارة من الخلف
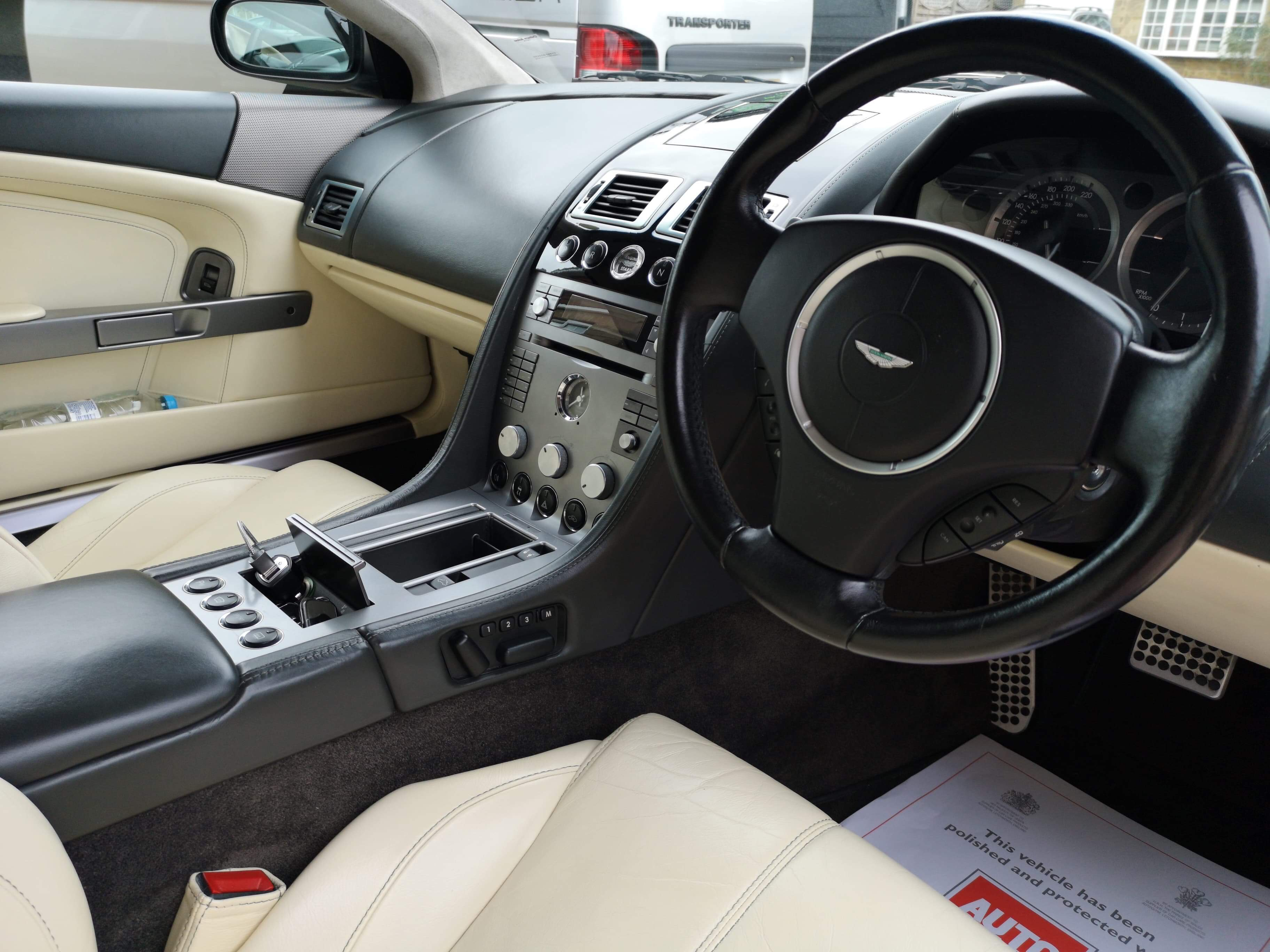
السيارة من الداخل
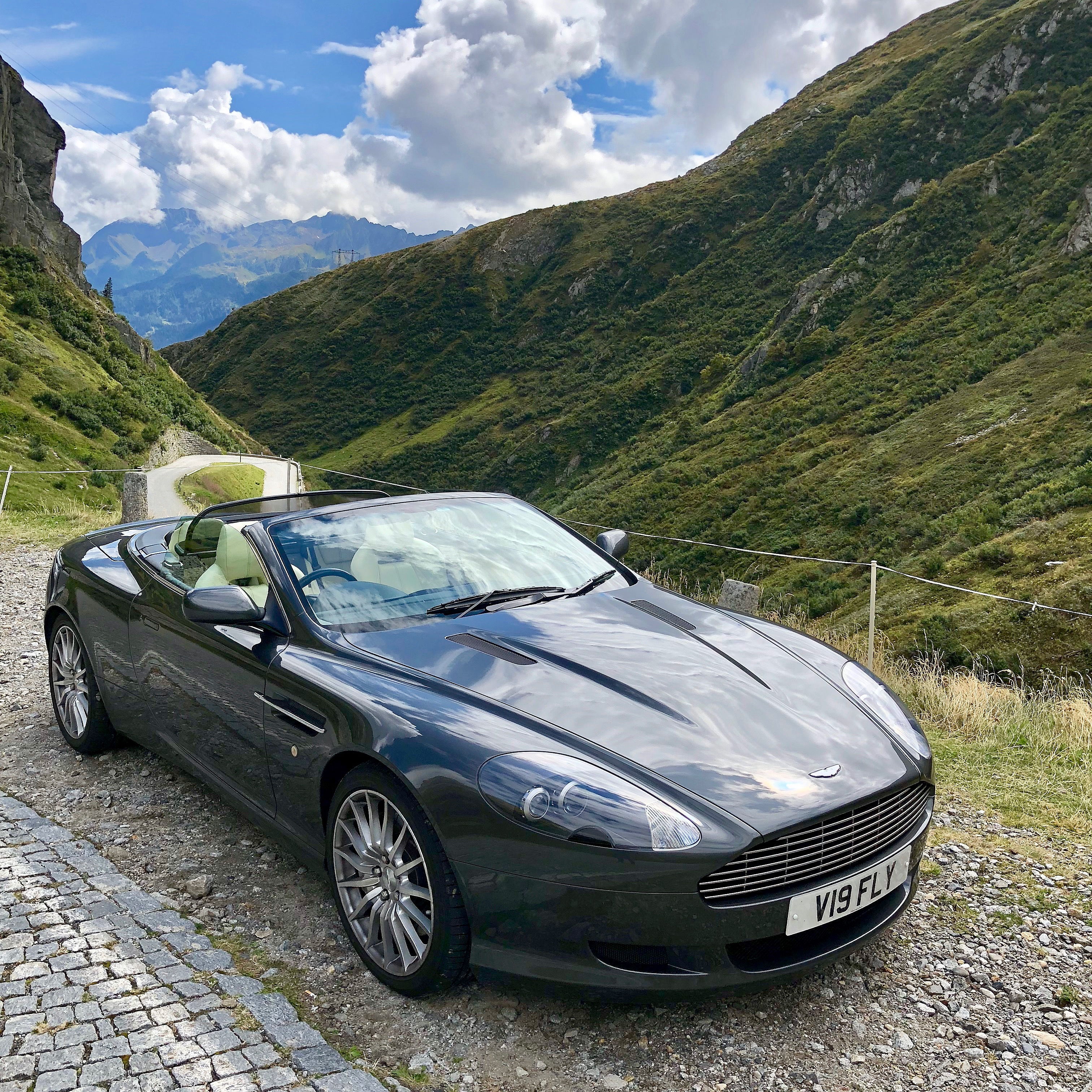
نموذج للسيارة المكشوفة
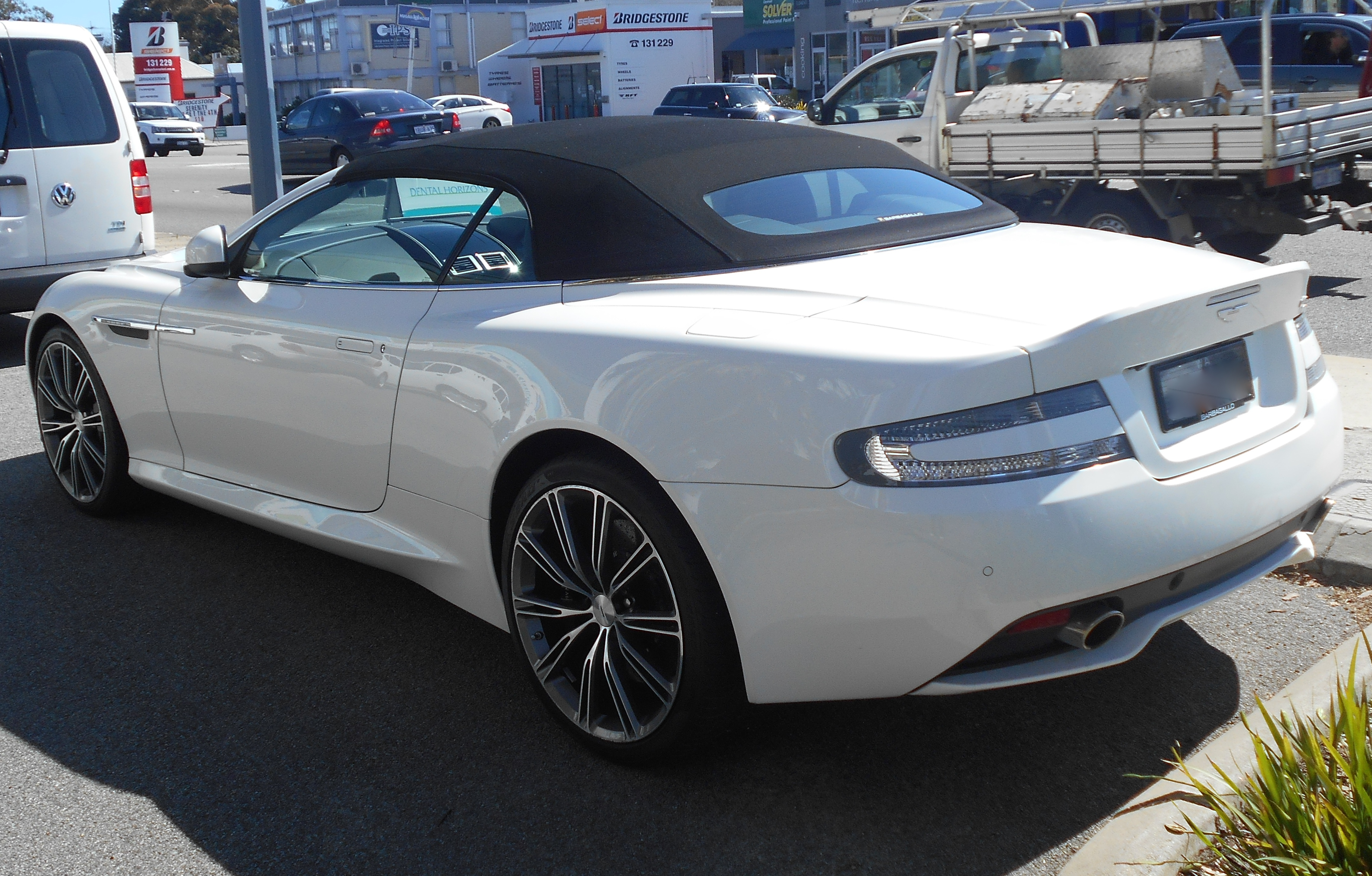
نموذج للسيارة المكشوفة

## روابط خارجية
أستون مارتن دي بي 9 - صفحة ويب أستون مارتن الرسمية
أستون مارتن دي بي 9 في قاعدة بيانات سيارات أفلام الإنترنت